# Pseudofungi
Los pseudohongos (Pseudofungi u Oomycota sensu lato) son protistas fungoides o mohos que se asemejan a los hongos verdaderos pero que en realidad no están emparentados con ellos, ya que son estramenopilos. Están conformados por dos grupos principales que son pluricelulares: oomicetos e hifoquitridios, los cuales, al igual que los hongos, son 
heterótrofos, osmótrofos y forman hifas o filamentos miceliales, pero a diferencia de ellos sus paredes contienen celulosa. Se consideran algas heterótrofas que en la evolución, habrían perdido sus cloroplastos.
Pueden ser parásitos o saprofitos, terrestres o acuáticos, forman zoosporas heterocontas (de 2 flagelos desiguales), tienen mitocondrias con crestas tubulares y su unidad monofilética se demostró genéticamente por análisis del ARNr 18S. La coherencia de este grupo, su relación con las algas estramenopilas y la distancia que tienen con Fungi, se apoya también en análisis de las vías bioquímicas y datos ultraestructurales. Oomicetos e hifoquitridios presentan similitud en la estructura flagelar, aunque los hifoquitridios son uniflagelados; así como similitud en las mitocondrias y en la lisina sintetasa.
Antiguamente se clasificaban en el taxón obsoleto Mastigomycotina junto con los hongos quitridiomicetos. Como grupo se les llamó primero Heterokontimycotina en 1976 y luego Pseudofungi.

## Origen y ancestros
Se considera que los pseudohongos descienden de algas cromofitas unicelulares estramenopilas que perdieron sus cloroplastos. Si bien no se han encontrado restos vestigiales de estos cloroplastos, sí se han identificado genes provenientes de cloroplastos tipo del alga roja endosimbionte. Luego un primigenio pseudohongo unicelular heterótrofo (probablemente parásito de hongos), adquirió genes de hongos mediante transferencia horizontal de genes, lo que habría desencadenado la evolución pluricelular fungoide convergente lo que explica que a veces la celulosa de las paredes de los pseudohongos vaya acompañada de quitina.

## Filogenia
Se determinó que Pseudofungi presentaría las siguientes relaciones:
| (unicelular)   | Bigyromonadea                                                       |
|                | Bigyromonadea                                                       |
| (pluricelular) | \| \| Oomycetes \| \| \| \| \| \| Hyphochytridiomycetes \| \| \| \| |
|                | \| \| Oomycetes \| \| \| \| \| \| Hyphochytridiomycetes \| \| \| \| |
|                | Oomycetes                                                           |
|                |                                                                     |
|                | Hyphochytridiomycetes                                               |
|                |                                                                     |

|  | Oomycetes             |
|  |                       |
|  | Hyphochytridiomycetes |
|  |                       |